# 查得·維達：日班經理
查得·維達：日班經理(Chad Vader: Day Shift Manager)是一部美國線上喜劇短片系列，由亞倫·約達和瑪特·史隆製作，他們也同時兼任演員、導演和劇本的寫作。該節目的主角是查得·維達，一間虛構的超級市場的日班經理。本作大多是描寫他和市場的員工以及客戶之間的互動。這個系列本來是網路短片社團101頻道的企劃，但只有播了兩集該企劃就被取消了。然而，約達和史隆決定繼續製作這個故事，並放到YOUTUBE上。這部短片從星際大戰系列取得許多靈感，也使用許多星際大戰的素材。大部分是在威斯康辛州麥迪遜，威利街合作社拍攝。
該節目獲得盧卡斯影業提供的星際大戰影迷短片金像獎。

## 劇情大綱

### 第一季
查德·維達在帝國商場擔任日班經理的職位，他的上司是蘭迪，有一名學徒傑里米。在遭到夜班經理克林特的陷害後，他先是被調到夜班，最後還和藍迪起衝突離開帝國商場。
經過幾次的新工作後，查德發現自己想念帝國商場，最後他回到帝國商場打倒了克林特，挽回上司的信任重新回到日班經裡的職位。

### 第二季
帝國商場經歷易主，新任負責人瑪格麗特因為一次的爆炸意外而對商場的經營展開大改革，藍迪被調職為夜班經理，下達禁止辦公室戀情的命令。另一方面查德和瑪格麗特的秘書莉比展開交往，但旋即莉比卻因為傑里米的告發而被開除，失去工作護照而回到愛爾蘭。引發傑里米和查德的光劍決鬥，最後怪異吉米因為幫查德擋刀而被傑里米誤殺，且因為不明原因整個人消失。最後在查德對瑪格麗特在這段期間所作的事產生憤怒時，發現自己的新閃電能力下結束這一季。

### 第三季
瑪格麗特決定讓每個員工輪流當一天的總經理，藉此選出一名新的總經理。查德提名的幾名員工失敗後，瑪格麗特找回克林特作嘗試。擔任一日總經理的克林特濫用職權對查德宣洩私仇外，還對商場作出瘋狂的改變以製造噱頭提高商品銷售量，其中包括雇用吸血鬼男孩達米安來吸引女性顧客的青睞。另一方面之前死亡的吉米以靈體的姿態回來找傑里米，傑里米原本以為他是回來報仇，但是吉米在整過傑里米幾次後才告訴他，他是某個事件的關鍵。藍迪在夜班工作後發瘋了，以為自己受到某個娃娃玩具命令以炸彈毀滅商場，查德和克林特暫時合作解決這次危機，六個炸彈中五個被解除了，然而傑里米找到最後一個炸彈時卻來不及解除，傑里米認為他的關鍵身分其實就是犧牲自己把炸彈帶離商場爆炸，但在最後一刻達米安卻奪走炸彈，代替傑里米爆炸而死。商場原老闆將商場自新業主手中買回，解除瑪格理特的負責人職位，而查德因為在炸彈危機中的活躍被升職為總經理，傑里米則是對吉米和達米安的死產生內疚，展開自我追求之旅。

### 第四季
於2012年6月開播。怪異吉米的兄弟強尼到商場拿吉米的遺物時被吉米附身，並應徵了商場的工作。另一方面被降職為夜班經理的瑪格麗特似乎尚未被夜班給逼瘋。傑里米遇上了鬼魂班告訴他有個真實命運在等他，升官為總經理的查德濫用職權幫自己辦派對，卻被老同事演過聖女魔咒的布萊恩·克勞斯揭露他當初在應徵時的糗事。

## 人物介紹

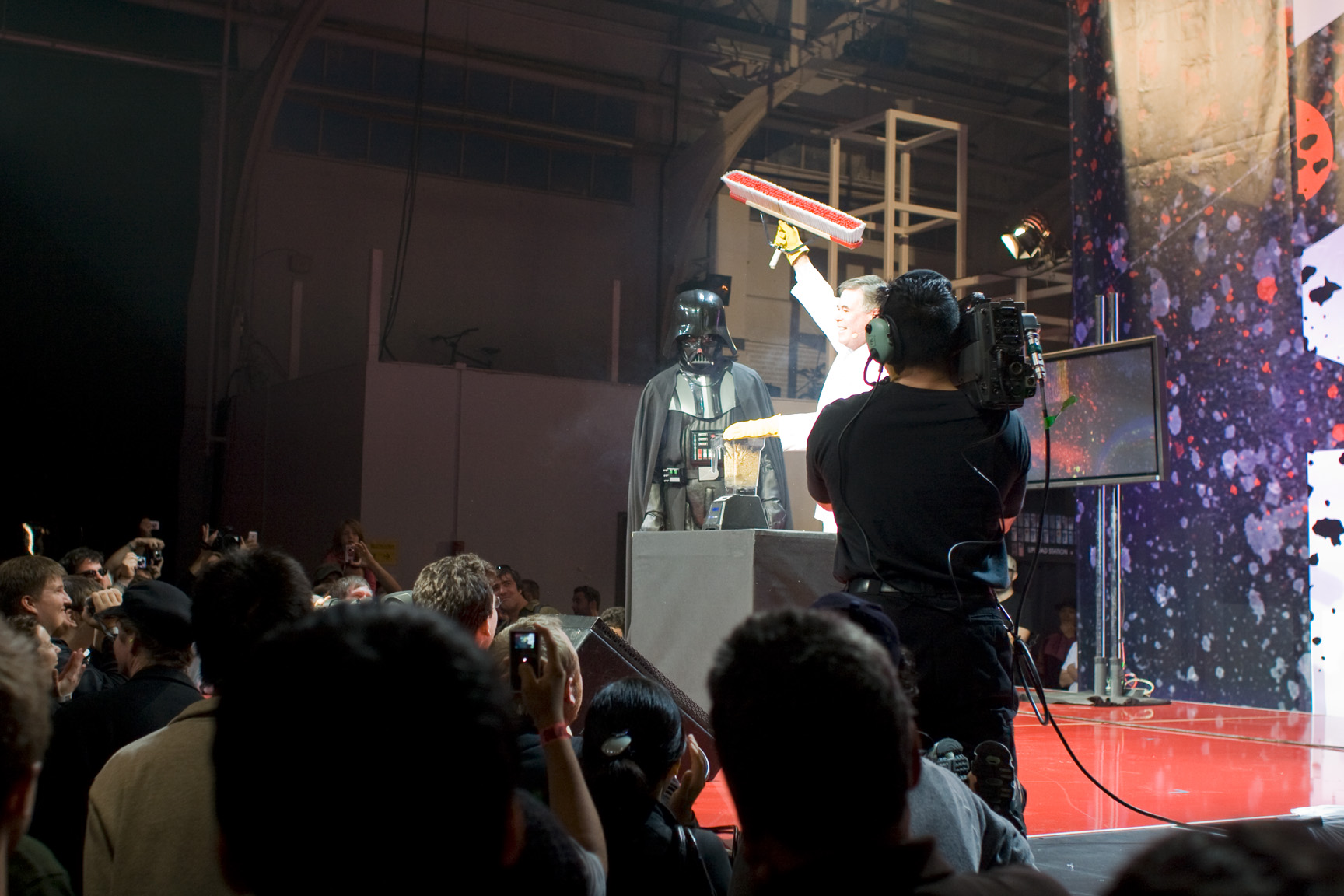
查得·維達公開活動照片

查得·維達（Chad Vader）
演員：亞倫·約達（飾演）和瑪特·史隆（配音）
本作主角，除了本系列外之外也演出許多喜劇短片。擔任帝國商場的日班經理，目標是幫助帝國商場在食物銷售業界擔任龍頭。他和幾名員工處的不好，但也有一些同伴，如他的學徒傑里米。
由於一次他騎腳踏車經過火山時遇到了意外，所以他必須穿著維生裝。他的哥哥是黑武士（Darth Vader），而他也從黑武士手中得到這副維生裝。雖然他會使用光劍，但是他似乎不是一名西斯武士。此外他能夠使用原力將東西拋出去或是發射原力閃電等原力技巧。
由於這個系列，他的配音者同時也是這個系列的導演瑪特·史隆吸引了盧卡斯影業的注意，最後在《星際大戰：原力對決》《劍魂IV》《星際大戰．帝國戰火墮落力量》等遊戲中擔任黑武士的配音。而在《星際大戰：原力對決》中當玩家達成打倒十二名帝國衝鋒隊士兵的成就後，就會獲得「有史以來最糟的日班經理」（Worst Day Shift Manager Ever）的稱號。
克林特·謝默（Clint Shermer）
演員：瑪特·史隆
帝國商場的前夜班經理，是查德的死對頭。在查德離開商場後就變本加厲，利用升任的日班經理職權欺負傑里米。在查德回到商場後被他擊敗，最後辭職離開商場。
第三季時因為瑪格莉特的政策而暫時回到商場擔任一天的經理，由於他的瘋狂商店計畫，導致他和查德的關係更加惡化，最後導致二人的光劍對決，但是因為炸彈危機而打斷。
蘭迪·摩根（Randy Morgan）
演員：布拉德·康乃特（Brad Knight）
前帝國商場的總經理，查德的上司。第二季時因為店內的一次爆炸意外而被新業主的負責人降級為夜班經理，最後由於在夜班的壓力導致他發瘋。發瘋的他相信自己聽令於一個叫作餅乾寶寶的嬰兒玩具。在第三季時他原本已經暫時脫離餅乾寶寶的魔掌，但很快的又再度受其操控，最後他將六個綁著炸彈的嬰兒玩具藏在商場中，引發炸彈危機。
傑里米·威克斯托姆（Jeremy Wickstrom）
演員：保祿·古斯（Paul Guse）
帝國商場的僱員，查德視他作學徒。平常都在頭上帶著一頂跟查德的面罩類似的黑色頭盔。
克菈麗莎（Clarissa）
演員：克利斯汀娜·拉維塔（Christina LaVicka）
帝國商行的出納人員。
怪異吉米（Weird Jimmy）
演員：克雷格·約翰遜（Craig Johnson）
一個瘋狂的看門人，常常對他拿在手中的拖把說話。原本也是日班經理，但是在被降職到夜班工作後發瘋了，最後成了看門人。在第二季第十集時被查德和傑里米的決鬥誤傷而死，連屍體都消失了。第三季時以幽靈的狀態回到商場，經常纏著傑里米不放。
瑪格麗特·麥考爾（Margaret McCall）
演員：凱倫·摩勒（Karen Moeller）
紅隊長食品公司派遣到帝國商場的負責人，對商場進行大刀闊斧的改革。由於她把蘭迪調到夜班導致他發瘋，還有把私下和查德交往的莉比開除使之被遣返回愛爾蘭，還有她教唆傑里米擔任查德身邊的間諜等過節。導致查德對她很感冒，常常暗中想像如何殺害她。第三季帝國商場的原業主把商場買回後失去負責人的工作，又被商場以夜間經裡的身分雇用。

## 迴響
- 2007年，獲得官方星際大戰影迷自製短片金像獎的喬治·盧卡斯特選獎。[5]
- 查德·維達登上《Isthmus》雜誌2007年1月號封面。[6]
- 為查德·維達配音的瑪特·史隆被選為在《星際大戰：原力對決》《劍魂IV》《星際大戰．帝國戰火墮落力量》等遊戲的黑武士配音。

## 外部連結
- 製作小組網站
- 查德·維達：日班經理在Atom.com的專頁
- 互联网电影数据库（IMDb）上《查得·維達：日班經理》的资料（英文）
- 查德·維達：日班經理 （页面存档备份，存于） 在TV.com的專頁
- London Metro Article （页面存档备份，存于）
- Lightsaber and Hologram FX by Saul Mandel